# جيسي بينينغتون
جيسي بينينغتون (بالإنجليزية: Jesse Pennington)‏ (23 أغسطس 1883 في المملكة المتحدة - 5 سبتمبر 1970 في المملكة المتحدة) هو لاعب كرة قدم بريطاني (وحمل سابقاً جنسية المملكة المتحدة لبريطانيا العظمى وأيرلندا) في مركز الظهير. شارك مع منتخب إنجلترا لكرة القدم. أما مع النوادي، فقد لعب مع وست بروميتش ألبيون.

## وصلات خارجية
- جيسي بينينغتون على موقع قاعدة بيانات كرة القدم.إي يو (الإنجليزية)
- جيسي بينينغتون على موقع ناشيونال فوتبول تيمز (الإنجليزية)